# Karste
Karste är en ort i Estland. Den ligger i Kanepi kommun och landskapet Põlvamaa, i den södra delen av landet, 190 km sydost om huvudstaden Tallinn. Karste ligger 186 meter över havet och antalet invånare är 138.
Terrängen runt Karste är huvudsakligen platt. Karste ligger uppe på en höjd. Runt Karste är det glesbefolkat, med 11 invånare per kvadratkilometer. Närmaste större samhälle är Otepää, 11,0 km nordväst om Karste. I omgivningarna runt Karste växer i huvudsak blandskog.